# Dicraeus sabroskyi
Dicraeus sabroskyi är en tvåvingeart som beskrevs av Beschovski 1977. Dicraeus sabroskyi ingår i släktet Dicraeus och familjen fritflugor. Inga underarter finns listade i Catalogue of Life.